# Sacha inchi

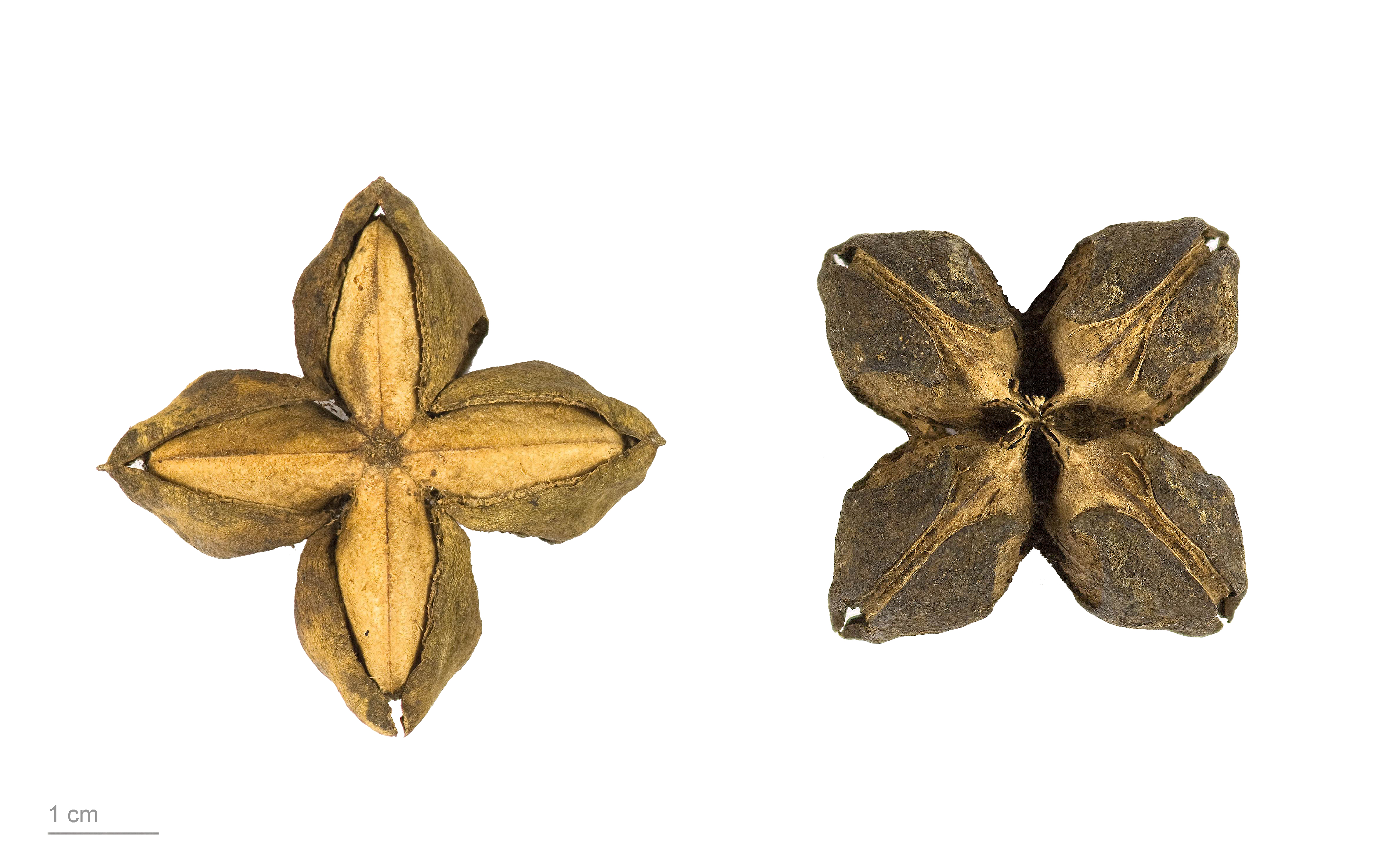
Plukenetia volubilis

Sacha inchi, (Plukenetia volubilis) és una planta de la conca del riu Amazones al Perú, cultivada durant segles pels indígenes i de la qual se n'extreu un oli considerat molt saludable.

## Descripció
Planta perenne de fins a 2 m d'alt monoica. Els fruits són càpsules de 3 a 5 cm de diàmetre. Les llavors són riques en proteïna (27%) i en oli (35 - 60%) el qual conté Omega 3 (48%), Omega 6 (36%) i, Omega 9 (9%).

## Cultiu
Creix millor en terres àcides. Els grups humanitaris Oxfam i SEPAR han desenvolupat noves tècniques pel seu conreu. que resulta molt interessant econòmicament.
La producció d'oli d'aquesta planta ha anat en augment pel seu bon gust i propietats saludables.